# Александров, Владимир Андреевич
Владимир Андреевич Александров (21 марта 1980, Ивангород, Ленинградская область — 1 марта 2000, Шатойский район, Чечня) — гвардии рядовой Вооружённых Сил Российской Федерации, участник антитеррористических операций в период Второй чеченской войны, погиб при исполнении служебных обязанностей во время боя 6-й роты 104-го гвардейского воздушно-десантного полка у высоты 776 в Шатойском районе Чечни.

## Биография
Владимир Андреевич Александров родился 21 марта 1980 года в городе Ивангороде Ленинградской области в семье военнослужащего и учительницы. С детства активно занимался баскетболом. Учился в средней школе в родном городе, окончил её в 1999 году. 16 июня 1999 года Александров был призван на службу в Вооружённые Силы Российской Федерации Ивангородским районным военным комиссариатом Ленинградской области. После прохождения обучения был зачислен пулемётчиком в войсковую часть № 32515 (104-й гвардейский воздушно-десантный полк, дислоцированный в деревне Черёха Псковского района Псковской области), службу проходил в 6-й парашютно-десантной роте.
С началом Второй чеченской войны в составе своего подразделения гвардии рядовой Владимир Александров был направлен в Чеченскую Республику. Принимал активное участие в боевых операциях. С конца февраля 2000 года его рота дислоцировалась в районе населённого пункта Улус-Керт Шатойского района Чечни, на высоте под кодовым обозначение 776, расположенной около Аргунского ущелья. 1 марта 2000 года десантники приняли здесь бой против многократно превосходящих сил сепаратистов — против всего 90 военнослужащих федеральных войск, по разным оценкам, действовало от 700 до 2500 боевиков, прорывавшихся из окружения после битвы за райцентр — город Шатой. Гвардии рядовой Владимир Александров вместе со всеми своими товарищами отражал ожесточённые атаки боевиков Хаттаба и Шамиля Басаева. В том бою он погиб, как и ещё 83 его сослуживца.
Похоронен на городском кладбище в Ивангороде Ленинградской области.
Указом Президента Российской Федерации от 12 марта 2000 года за мужество и отвагу, проявленные при ликвидации незаконных вооружённых формирований в Северо-Кавказском регионе, гвардии рядовой Владимир Андреевич Александров посмертно был удостоен ордена Мужества.

## Память
- В честь Александрова названа улица в Кингисеппе[4].
- Бюст Александрова установлен в Кингисеппе[4].
- На доме в Ивангороде, где Александров жил, установлена мемориальная доска[4].
- Имя Александрова носит областной турнир по баскетболу, ежегодно проводящийся в Ивангороде[5].